# Projeção de Werner

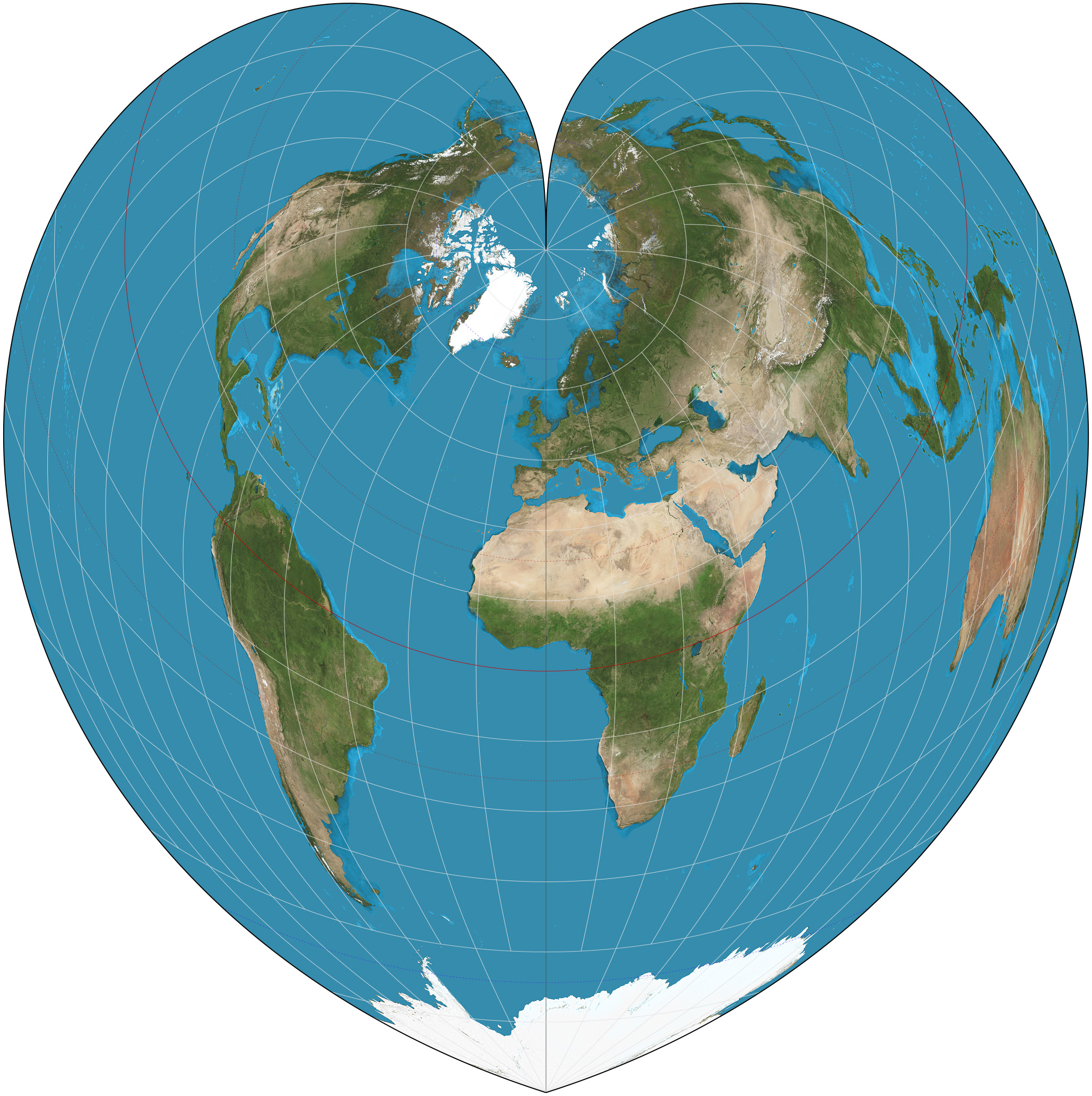
Projeção de Werner do mundo.

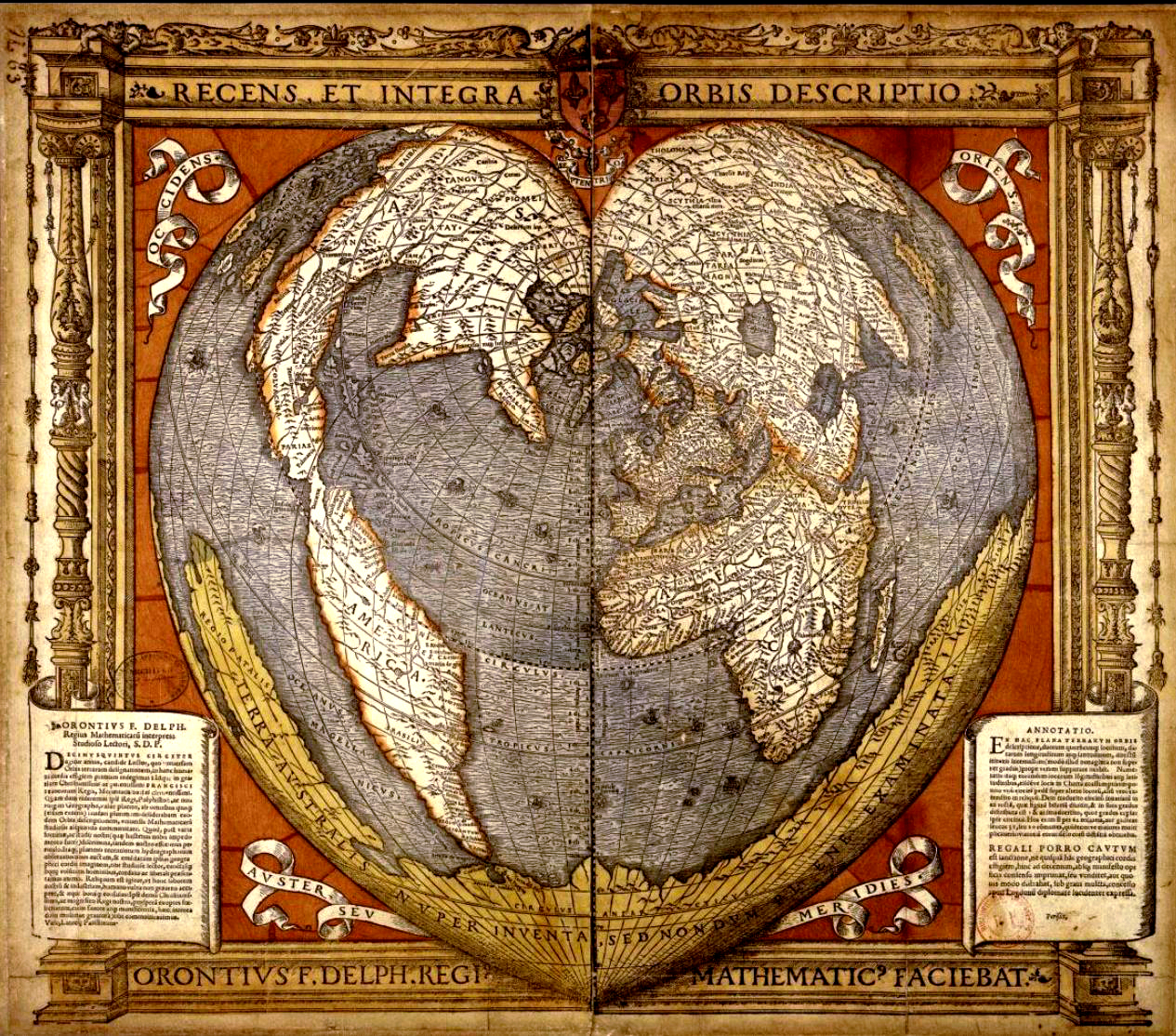
Projeção de Werner do mundo.

A projeção de Werner é uma projeção ortográfica pseudo-cônica de áreas-iguais às vezes chamada de projeção Stab-Werner ou Stabius-Werner. Como outras projeções de formato em coração, é também categorizado como cordiforme. Stab-Werner refere-se a dois originadores: Johannes Werner (1466–1528), um sacerdote paroquiano de Nuremberga, tendo aprimorado e promovido esta projeção que foi desenvolvido anteriormente por Johannes Stabius (Stab) de Vienna por volta de 1500.
A projeção é uma forma limitada da projeção de Bonne, tendo a paralela padrão em um dos polos (90°N/S). As distâncias ao longo de cada paralela e ao longo do meridiano central são corretas, como todas as distâncias do polo norte.